# Le Calendrier
 (novembre 2021).
Si vous disposez d'ouvrages ou d'articles de référence ou si vous connaissez des sites web de qualité traitant du thème abordé ici, merci de compléter l'article en donnant les références utiles à sa vérifiabilité et en les liant à la section « Notes et références ».
Pour plus de détails, voir Fiche technique et Distribution.
Le Calendrier est un thriller de Noël horrifique franco-belge réalisé par Patrick Ridremont, sorti en 2021.

## Synopsis
Eva est née le 3 décembre. Cette année, en guise de cadeau d'anniversaire, elle reçoit un calendrier de l'Avent tout en bois et avec trois règles. Dès le premier soir, elle s'aperçoit que ce n'est pas un modèle classique de par ses sécurités et instructions, mais aussi par les effets produits du contenu de chaque case…

## Fiche technique
- Titre original : Le Calendrier
- Réalisation et scénario : Patrick Ridremont
- Musique : Thomas Couzinier et Frédéric Kooshmanian
- Décors : Eve Martin et Julia Irribarria
- Costumes : Zakia Kadri
- Photographie : Danny Elsen
- Son : Julien Vanhée
- Montage : Thierry Delvigne
- Production : Virginie Ogouz et Alain Benguigui
  - Producteur exécutif : Christophe Hollebeke
  - Coproducteur : Vincent Gouilleux, Jean-Yves Roubin, Cassandre Warnauts, Delphine Rihet, Nicolas Rihet, Pauline Grimaldi d'Esdra, James Walter Hogan, Gabriel Omania, Kit Lang et Victor Livi
- Sociétés de production : Siddhi Films et Sombrero Films
  - SOFICA : Cinécap 3, Manon 10, Palatine Etoile 17
- Société de distribution : Alba Films
- Pays de production :  France et  Belgique
- Langue originale : français
- Format : couleur — 2,35:1
- Genre : thriller horrifique
- Durée : 104 minutes
- Dates de sortie :
  - Royaume-Uni : 30 août 2021
  - Belgique : 28 octobre 2021
  - France : 1er décembre 2021
- Classification :
  - France : Interdit aux moins de 12 ans lors de sa sortie en salles et à la télévision.

## Distribution
- Eugénie Derouand : Eva Roussel
- Honorine Magnier : Sophie
- Clément Olivieri : William
- Janis Abrikh : Antoine
- Cyril Garnier : Boris
- Vladimir Perrin : Thomas
- Fabien Jegoudez : Le Pantin
- Jérôme Paquatte-Fremy : John
- Laura Presgurvic : Myriam
- Isabelle Tanakil : Agnès, belle-mère d'Eva
- Jean-François Garreaud : le père d'Eva
- Olivier Bonjour : Aloïs Hoffman